# もくもく村
もくもく村は千葉県君津市に存在する住宅展示場。運営会社は株式会社アンジコア及び株式会社樹林。

## 概要
1999年、株式会社アンジ代表の山根一純が設立・開所し、自然素材を用いたモデルハウス7棟が展示されている。
モデルハウスの内訳は、北欧材ログハウス1棟、カナダ材ログハウス1棟、国産杉ログハウス1棟、漆喰と無垢の木で建築した無添加住宅3棟、外壁がすべて杉材のオフィス仕様モデルハウス1棟である。
また、子供向けの遊具や芝生広場、ハーブ園を設置したり、「家づくり塾」を開講するなど単なる住宅展示場ではないという特徴を持つ。
2022年、グッドデザイン賞受賞。

## 沿革
- 1999年（平成11年）11月 株式会社アンジが設立・開所
- 2007年（平成19年）6月『環境が病気を作る』という信念から発して波動を研究し、「住宅」という枠組を超えた人が自然に溶け込む『空間づくり』『暮らし』を提案。『もくもくPB[3]』『空中露天風呂』『国産材で作る町屋風別荘』がログハウス建築コンテスト『奨励賞』受賞
- 2007年（平成19年）7月　国産材で建てるログハウス『正倉院ログの家』誕生。1,200年なお実在する正倉院の組手構造（ノッチ）を研究。六角形の入り組んだ加工を独自開発。
- 2007年（平成19年）10月　ログハウスと在来工法の融合『フィンランドホーム』がローコスト住宅研究会主催の工務店アカデミー賞で特別賞受賞
- 2008年（平成20年）4月 運営会社が株式会社アンジに変更となる
- 2009年（平成21年）10月　無添加住宅代理店登録。化学物質を全く使わない「無添加住宅」の建築を開始
- 2011年（平成23年）4月　無添加住宅のモデルハウス「小さな家 if」を建築
- 2011年（平成23年）7月　『正倉院式ログの家』特許取得。特許第4783368号
- 2012年（平成24年）12月　無添加住宅『イーズ販売棟数』全国代理店3位
- 2013年（平成25年）4月　無添加住宅のモデルハウス「ノーブル」を建築
- 2013年（平成25年）12月　無添加住宅『イーズ販売棟数』全国代理店2位
- 2015年（平成27年）9月　ログの家モデルハウス『アリス』を建築
- 2016年（平成28年）7月　無添加住宅のモデルハウス『LULU家（ルルカ）[4]』を建築
- 2017年（平成29年）4月 運営会社が株式会社アンジコアに変更となる
- 2017年（平成29年）5月　新規事業 老人ホーム『若がえり工房[5]』がオープン
- 2018年（平成30年）9月　木の匠を楽しむ小さな木の美術館『ルボワ』誕生
- 2022年（令和04年）10月  グッドデザイン賞受賞。
- 2023年（令和05年）４月『ルオント』レジリエンス玄関完成『ルオント』リビング増築

## 運営会社
株式会社アンジコア及び株式会社樹林の概要は次の通り。
| 代表取締役 | 山根連鶴                                                                               |
| ---------- | -------------------------------------------------------------------------------------- |
| 設立       | 昭和60年4月1日                                                                         |
| 資本金     | 5,000万円                                                                              |
| 所在地     | 〒292-0501 千葉県君津市山滝野1309-3                                                    |
| 事業内容   | 住宅展示場もくもく村運営、住宅設計施工、高齢者ホームもくもくの里運営、ビルメンテナンス |

| 代表取締役 | 山根夢櫻                                             |
| ---------- | ---------------------------------------------------- |
| 資本金     | 1,000万円                                            |
| 所在地     | 〒292-0501 千葉県君津市山滝野1304                    |
| 事業内容   | 建設業、無添加住宅設計施工、住宅展示場もくもく村運営 |

## 特徴
ログハウス、無添加住宅のいずれも自然素材のみを建材とするこだわりで、住宅からいっさいの化学物質をシャットアウトという工法を貫いている。このことにより、住む人の健康を守り、快適な住空間をつくり出していく。
方位学、統計学、環境学に基づく風水理論をもとに、住宅用地選び、住宅設計を行っている。